# ناحیه دادلی، شهرستان کلیارواتر، مینه سوتا
ناحیه دادلی (به انگلیسی: Dudley Township) یک منطقهٔ مسکونی در ایالات متحده آمریکا است که در شهرستان کلیرواتر، مینه‌سوتا واقع شده‌است.
 ناحیه دادلی ۸۱٫۱ کیلومتر مربع مساحت و ۳۶۵ نفر جمعیت دارد و ۴۳۶ متر بالاتر از سطح دریا واقع شده‌است.